# Hermannsburgdwergmuis
De Hermannsburgdwergmuis (Pseudomys hermannsburgensis) is een knaagdier uit het geslacht Pseudomys dat voorkomt in Australië. Zijn verspreidingsgebied beslaat het grootste deel van het droge binnenland van Australië. Daar leeft hij voornamelijk in relatief open gebieden met goede bodems.
Deze soort is licht gebouwd. De rug is lichtrood tot grijsbruin, de flanken wat roder, de onderkant wit. De staart is van boven rozebruin en van onder wat lichter. De kop-romplengte bedraagt 62 tot 77 mm, de staartlengte 73 tot 90 mm, de achtervoetlengte 16 tot 18 mm, de oorlengte 13 tot 15 mm en het gewicht 9 tot 17 gram. Vrouwtjes hebben 0+2=4 spenen.
Deze soort is 's nachts actief en slaapt in groepen in holen. Hij eet zaden, knollen, groene planten en geleedpotigen. Hij paart voornamelijk na regen; de grootte van de populatie fluctueert veel.